# Sophie Aldred
Sophie Aldred (Greenwich, Londres; 20 de agosto de 1962) es una actriz y presentadora de televisión británica, más conocida por su interpretación de la acompañante del Doctor Ace en Doctor Who a finales de los años 1980.

## Primeros años
Aldred nació en Greenwich, Londres, pero creció en la cercana Blackheath. Cantó en el coro de la iglesia de St James, Kidbrooke, y asistió a la Blackheath High Shcool de 1973 a 1980, antes de comenzar a estudiar arte dramático en la universidad de Mánchester. Se graduó en 1983 y decidió comenzar una carrera en el teatro infantil.

## Carrera
En 1987 fue escogida para interpretar a Ace en Doctor Who. Su época en la historia abarcó las nueve últimas historias de la serie clásica, que concluyó en 1989.
Antes, durante y después de Doctor Who, Aldred ha tenido una variada y ocupada carrera en televisión, particularmente en programación infantil, donde ha presentado programas educativos como Corners, Melvin and Maureen's Music-a-grams (de 1992 a 1996), Tiny and Crew (que presentó de 1995 a 1999), la serie de la BBC Words and Pictures (desde 1993), y también el programa de temática paranormal de la CITV It's a Mystery en 1996. También interpretó el personaje de Minnie, la Minimaga desde la 8ª temporada de ZZZap! entre 1999 y 2001.
Aldred ha presentado y cantado en varias series radiofónicas de BBC Schools, incluyendo Singing Togehter, Music Workshop, Time and Tune y Music Box. También ha interpretado en la radio y en el teatro. Volvió a interpretar a Ace en el especial benéfico Dimensions in Time y en audioteatros producidos por Big Finish Productions.
A lo largo de los dosmiles, ha trabajado extensivamente como actriz de doblaje para publicidad televisiva, y también ha doblado en series de animación como Bob the Builder, Sergeant Stripes y Dennis & Gnasher, incluyendo en esta la voz del personaje protagonista, Daniel, el travieso.
Coescribió con Mike Tucker el libro de referencia Ace, The Inside Story of the End of An Era, publicado por Virgin Publishing en 1996 (ISBN 1-85227-574-X). 
En 2012 dio voz a Tom en Tree Fu Tom, una serie de Cbeebies, junto al actor David Tennant, intérprete por otra parte del Décimo Doctor.

## Vida personal
Sophie Aldred se casó con el actor Vince Henderson el 12 de julio de 1997. Tienen dos hijos, Adam y William, que hacen apariciones ocasionales en convenciones con su madre.